# The 60th Anniversary Thai Cycling Association
El The 60th Anniversary Thai Cycling Association son dos carreras profesionales femeninas, una por etapas y otra de un día que se disputan en Tailandia denominadas respectivamente como The 60th Anniversary "Thai Cycling Association" y The 60th Anniversary "Thai Cycling Association"-The Golden Era Celebration.
La primera edición de ambas pruebas se realizó en 2019 formando parte del calendario internacional femenino de la UCI como competencias de categoría 2.1 y 1.1 respectivamente.

## Palmarés

### The 60th Anniversary "Thai Cycling Association"
(carrera por etapas)
| Año  | Ganador       | Segundo           | Tercero    |
| ---- | ------------- | ----------------- | ---------- |
| 2019 | Yumi Kajihara | Jutatip Maneephan | Kim Hyunji |

### The 60th Anniversary "Thai Cycling Association" - The Golden Era Celebration
(carrera de un día)
| Año  | Ganador           | Segundo       | Tercero    |
| ---- | ----------------- | ------------- | ---------- |
| 2019 | Jutatip Maneephan | Yumi Kajihara | Seon-ha Yu |

## Palmarés por países
| País  | Victorias |
| ----- | --------- |
| Japón | 1         |

| País      | Victorias |
| --------- | --------- |
| Tailandia | 1         |